# Атянін Федір Семенович
Фе́дір Семе́нович Атяні́н (*6 червня 1910, Муромка (Мардовская Мурамка), Пензенська губернія, Російська імперія — †10 липня 1975, Саранськ, РРФСР) — мокшанський письменник, журналіст, драматург. 

## Життєпис
Народився в селі в родині селянина. Рано залишився без батьків, виховувався в дитбудинку. З чотирнадцяти років почалася трудова біографія письменника. 
Працював у вуглевидобувній галузі в Україні (шахти Донбасу, 1927-29).
У 1932 році закінчив Мордовський робітфак. Продовжив навчання в Московській академії зв'язку імені В. Н. Подбельського, яку закінчив у 1939 році та отримав спеціальність військового інженера. З 1939 по 1944 рік служив у лавах Червоної Армії, воював. Після демобілізації працював викладачем мордовського мови в Інституті театрального мистецтва імені А. Луначарського. У 1948 році переїхав до Саранська і почав працювати в республіканських газетах «Мокшень правда» і «Молодий ленінець».
Творчий шлях Федір Атянін почав як поет. Перші його вірші були опубліковані в 1939 році. Літературна діяльність Атяніна багатогранна. Він збагатив мордовських літературу віршами та піснями, поемами, оповіданнями, повістями, казками, п'єсами. Перша збірка його віршів «Мази пинге» («Чудова пора») вийшла у 1954 році. У 1956 році в Саранську виходять збірки його оповідань і повістей для дітей «Сельведь-богатир» («Сльоза-богатир») і «Пусма панчф» («Букет квітів»). При створенні віршів і казок Атянін спирався на фольклор рідного народу. 
Як драматург став відомий після постановки у 1967 році на сцені Мордовського музично-драматичного театру вистави, створеного за драмою-легенді «Атямсь кельгі мокшень стир» («Наречена грому»), в якої звертається до стародавніх витоків духовної культури мордовського народу. Написав також п'єсу-казку «Аргун» (1958) та драму «Найдовша з доріг», яка присвячена подвигу Героя Радянського Союзу Михайла Дев'ятаєва. 
Поряд з п'єсами Атянін опублікував повість у віршах, про боротьбу мордовського народу за свою свободу і рівноправність. Перша книга повісті «Шадось ушедсь» («Лід рушив») вийшла в 1958 році, друга — «Варьхмодема ланга» («На світанку») - у 1962 році. Багато творів Атяніна перекладені на російську мову. Федір Атянін — член Спілки письменників СРСР. 
Похований в Саранську.

## Творчість
Автор книжок:
- «Мази пинге» (Чудова пора, 1954),
- «Сельведь-богатирь» (Сльоза багатиря, 1956),
- «Пусма панчф» (Букет квітів, 1956),
- «Тунда» (Весна, 1958),
- «Мани шобдава» (1970)
- «У новорічну ніч» (1973),
- «Срібне озеро» (1986).[1](рос.)